# 大頭洲 (西貢)
大頭洲（英文︰Tai Tau Chau，曾稱Urn Island），位於西貢創興水上活動中心以西及滘西洲以東的一個小島。

## 地理
島上全是山地，非常荒涼。最高點海拔58米。 大頭洲與該活動中心之間海域稱深篤門。島的西北角設有一個公眾碼頭及認可殯葬區。最南端為大頭洲咀。與雞洲的對開海面有漁排。

## 交通
西貢市沒有街渡來往大頭洲。若果租小艇泛向大頭洲，大約花上一個多小時。

## 事件
2019年7月7日午，一名13歲何姓男童在大頭洲對開漁排與好友追逐玩耍時墮海，搜救兩小時後覓回，由直升機送院，但告不治
2021年3月底，食環署及地政總署在該殯葬區發現20個未經批准墓地∕金塔，同年7月採取執管行動移走1個無人認領的金塔。